# Rinascimento fucilato
Per rinascimento fucilato (in ucraino Розстріляне відродження?, Rozstriljane vidrodžennja; Червоний ренесанс, traslitterato Červonyj renesans), detto anche rinascimento giustiziato,  si intende la generazione di poeti, scrittori e artisti di lingua ucraina, degli anni 1920 e dei primi anni 1930, che vissero nella Repubblica Socialista Sovietica Ucraina e furono perseguitati e in parte giustiziati nelle colonie penali in Russia. Dopo la Grande Svolta, quando il nuovo leader sovietico Iosif Stalin decise di invertire le politiche di ucrainizzazione che avevano caratterizzato fino ad allora il periodo post-rivoluzione bolscevica di korenizacija, questi poeti e scrittori, all'apparenza filo-sovietici, si opposero al processo di russificazione coercitiva dell'Ucraina che in passato era stato avviato dalla dinastia imperiale Romanov. Come conseguenza di questa opposizione, molti poeti e scrittori di lingua ucraina furono arrestati in massa e poi giustiziati o repressi. In molti casi il luogo d'esecuzione fu la fossa comune di Sandarmoch, in Carelia, usata in seguito anche durante l'Holodomor. L'espressione "rinascimento fucilato" deriva dal titolo di un'antologia incentrata proprio sulla letteratura ucraina di quella generazione, nome dato su suggerimento di Jerzy Giedroyc in una lettera indirizzata  nel1959 all'emigrato ucraino e critico letterario Jurij Lavrinenko.

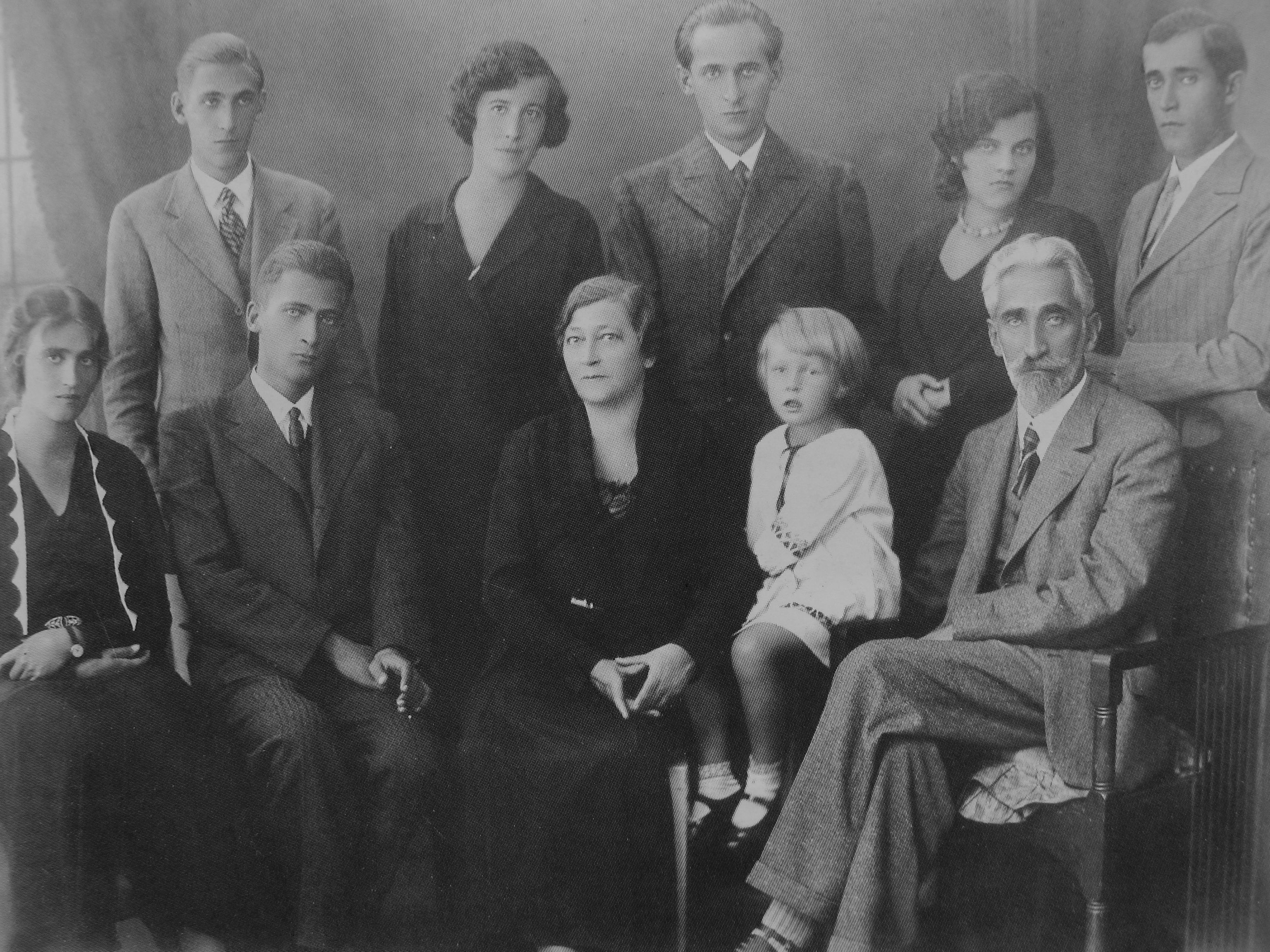
Della famiglia di Krushelnytsky. Questa foto è diventata il simbolo della distruzione dell'intellighenzia ucraina da parte del regime totalitario

## Contesto storico

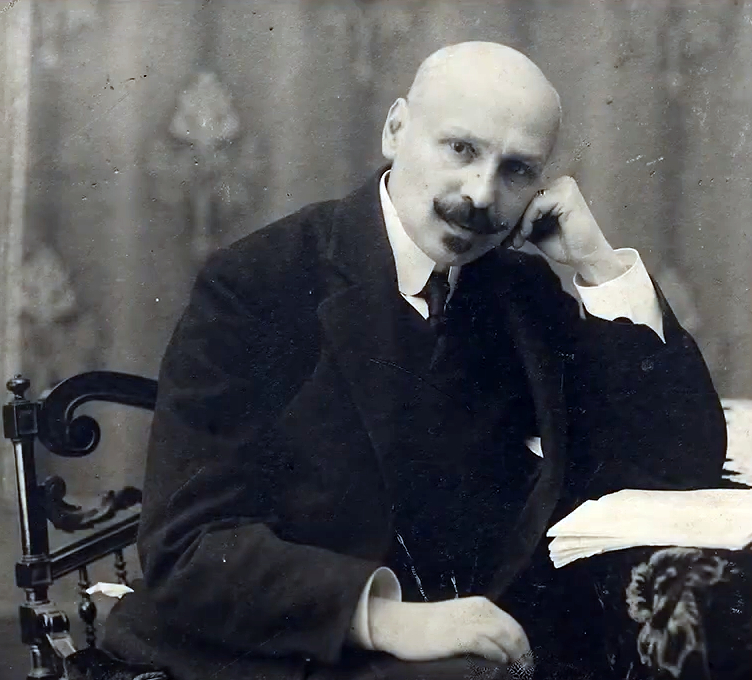
Mychajlo Kocjubyns'kyj nel 1900.

La classe intellettuale di lingua ucraina visse una forte repressione da parte del potere zarista a partire dalla fine del XIX secolo, in particolare dopo l'ukaz di Ems del 1876 che proibì l'uso dell'ucraino. Ciò nonostante, autori e artisti come Mykola Kuliš, Ivan Franko e Mychajlo Mychajlovyč Kocjubyns'kyj proseguirono le loro attività. Con la caduta dell'Impero russo dopo la prima guerra mondiale, si assistette all'abolizione della censura imperiale e all'istituzione di uno stato ucraino indipendente. Il nuovo regime sovietico mostrò una certa benevolenza verso la cultura ucraina, e ciò portò a una rinascita dell'attività letteraria e alla formazione di una nuova élite culturale.
Decine di nuovi scrittori e poeti cominciarono a pubblicare le proprie opere e formarono dozzine di gruppi letterari che avviarono un processo di profondo rinnovamento della letteratura ucraina, favorito dalle politiche di korenizacija, dalla nuova politica economica (capitalismo di stato) e dalla lotta all'analfabetismo (il cosiddetto likbez). La nuova generazione dell'élite ucraina, proveniente principalmente dalle classi basse e medie della società (funzionari, preti, operai, contadini), non ebbe sempre l'opportunità di ricevere un'istruzione costante a causa della guerra e della carestia. Tuttavia, essendo questa in contatto con le culture occidentali, fu influenzata dalle ultime tendenze letterarie, dando vita a movimenti artistici innovativi. Fu durante questo periodo che l'Ucraina ebbe l'opportunità di risolvere la questione della sua indipendenza: durante i primi due decenni del XX secolo, la maggior parte delle terre nazionali ucraine erano dipendenti da Mosca, mentre il resto degli altri territori fu incorporato in altri stati (la Repubblica Popolare di Polonia, la Repubblica Cecoslovacca e il Regno di Romania), il ché permise agli artisti di restare indipendenti dal sentimento nazionale, contribuendo al rinnovamento della letteratura.

## Nascita della nuova élite culturale e la sua repressione

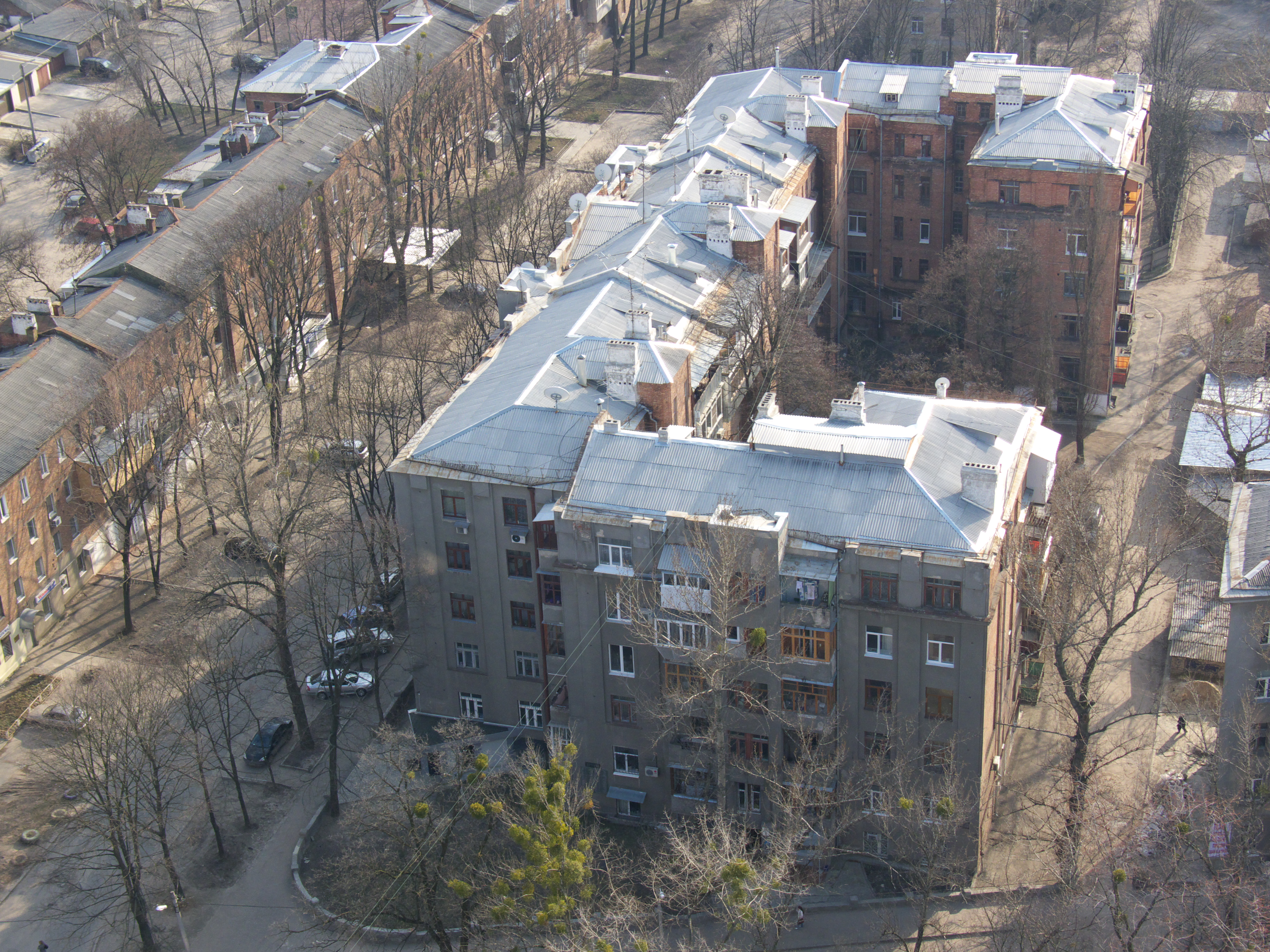
Edificio Slovo

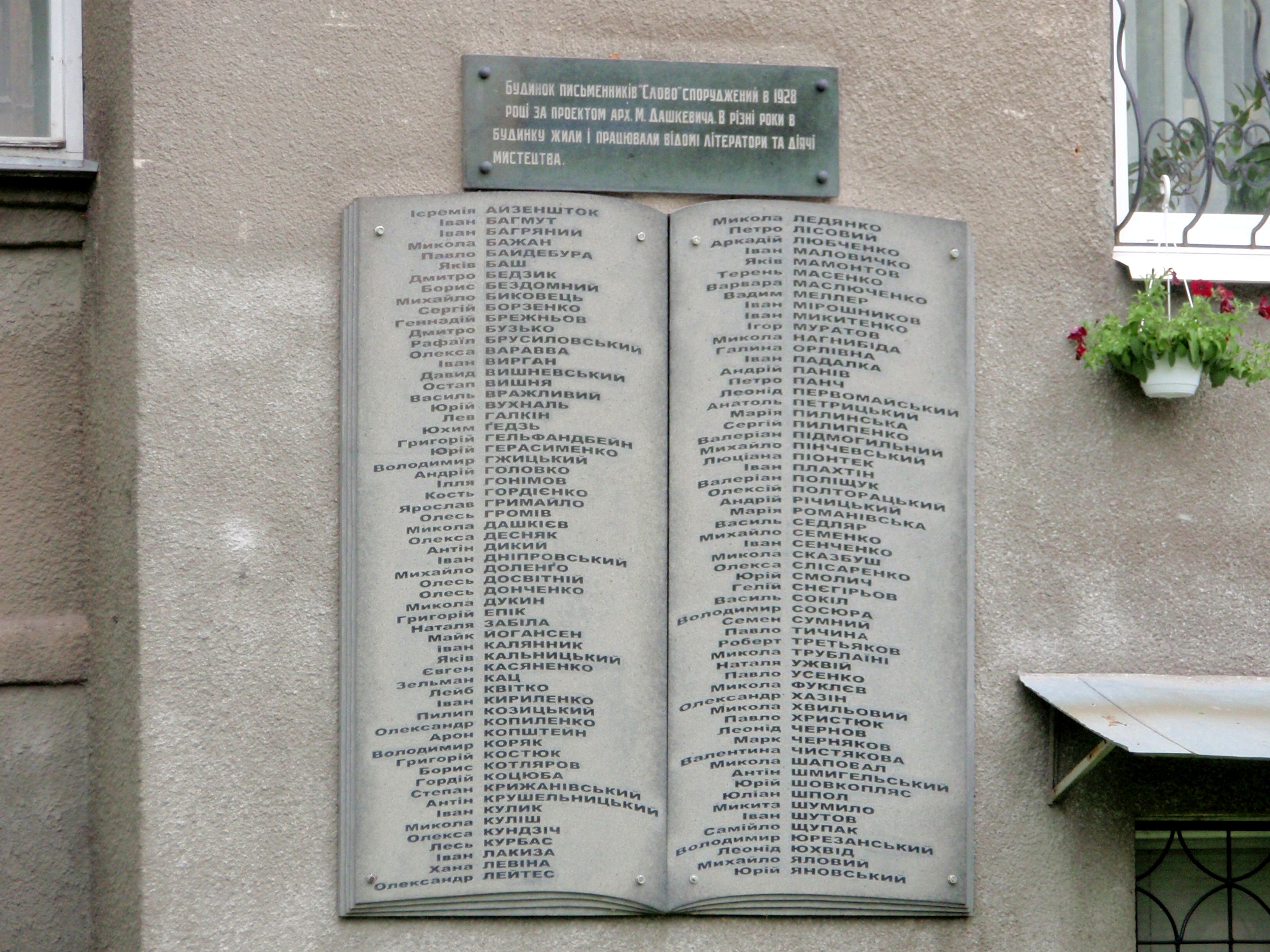
Targa commemorativa ai residenti dell'edificio Slovo

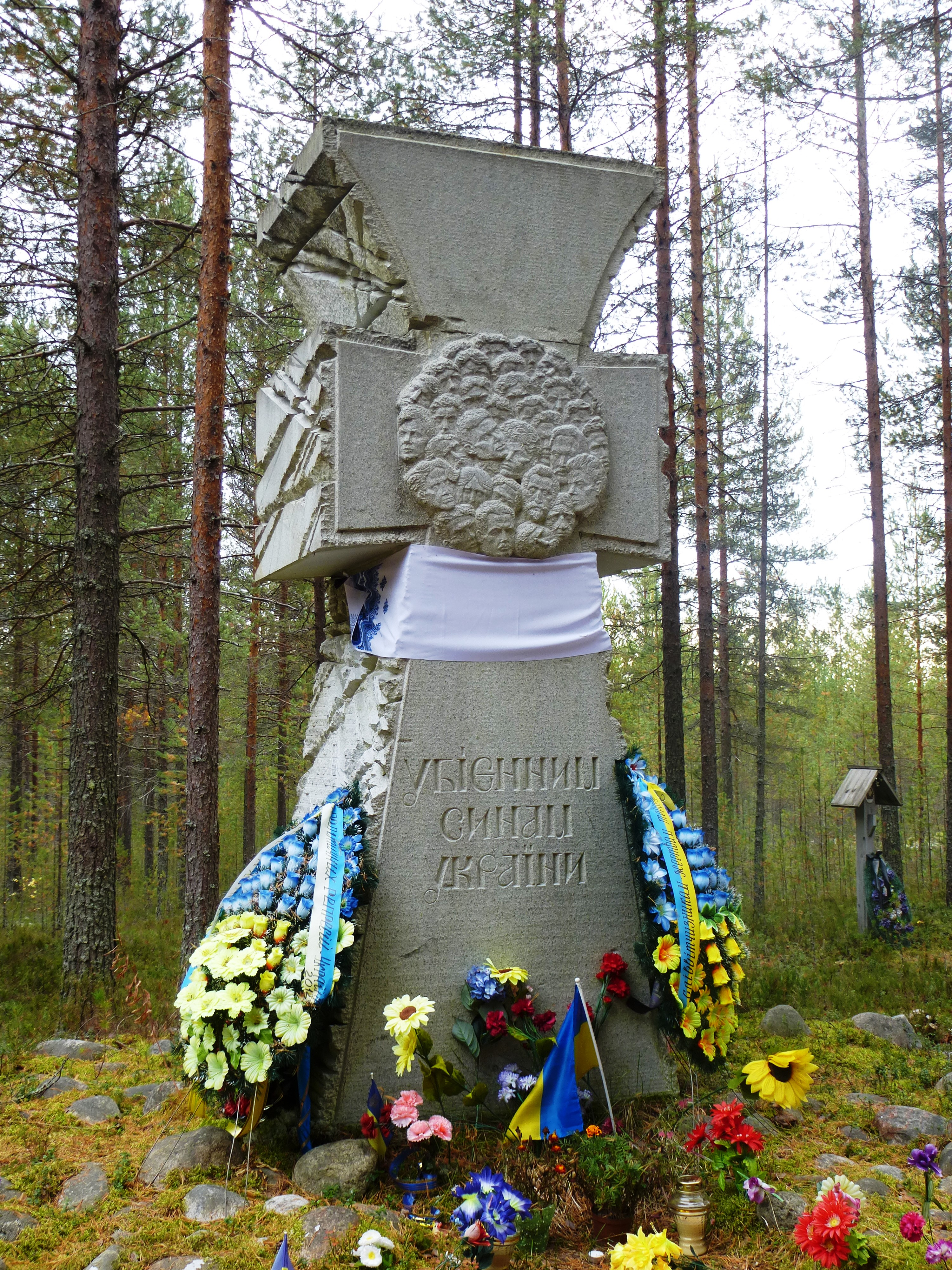
Memoriale di Sandarmoch

Alla fine degli anni '10 del Novecento, il mondo letterario ucraino assistette a un rinnovamento generazionale. La morte di figure assai influenti della letteratura come Mychajlo Kocjubyns'kyj, Lesja Ukraïnka e Ivan Franko, nonché l'emigrazione di molti altri scrittori e la condanna a morte di Hryhorij Čuprynka nel 1921, segnarono la fine del primo periodo del modernismo ucraino, portatore di un potente mito nazionale e culturale, caratterizzato da un programma di umanizzazione e universalizzazione del mondo e da una forte carica utopistica nell'aspirare a una vita individuale, nazionale e sociale che fosse armoniosa.
È in questo momento storico che giunge una nuova generazione di letterati, che porta il peso morale delle vittorie e delle sconfitte della lotta per l'indipendenza nazionale. Aspirando alla ribellione, al pensiero indipendente e alla fedeltà ai propri ideali, la nuova intelligencija ucraina riponeva maggiore fiducia sull'individuo invece che sulle masse e, similmente a molti altri autori che vissero in uno stato di polizia, il pensiero ucraino all'apparenza filosovietico nascondeva ricerche e interrogativi profondi.
Secondo Solomia Pavlyčko, la letteratura aveva raggiunto un pubblico più vasto che mai e il livello di istruzione era aumentato rispetto ai decenni precedenti. Tuttavia, la tendenza a modernizzare la vita culturale è coesistita fin dall'inizio con una tendenza parallela a subordinarla all'ideologia sovietica e poi a distruggerla completamente.
Alla fine degli anni '20 Stalin abolì la nuova politica economica in favore della collettivizzazione forzata, nonché riprese la politica zarista di russificazione coercitiva dell'Ucraina. Nel 1930 si assistette al cosiddetto processo dell'Unione per la libertà, un processo farsa contro 474 persone (perlopiù scienziati), 15 delle quali furono giustiziate e 248 mandate in prigione. Successivamente, data la forte opposizione al processo di russificazione portata avanti anche dai letterati ucraini, il Partito Comunista dell'Unione Sovietica iniziò ad applicare metodi sempre più violenti anche nei loro confronti: nel maggio 1933 fu arrestato Mychajlo Jalovyj, mentre Mykola Chvyl'ovyj si suicidò a Charkiv nell'Edificio Slovo.
La campagna repressiva si intensificò negli anni tra il 1934 e il 1940, raggiungendo il suo culmine durante le grandi purghe del 1937-1938. Complessivamente, 223 scrittori furono perseguitati, arrestati o condannati a morte. Alla vigilia del 20º anniversario della rivoluzione d'ottobre, quasi trecento intellettuali ucraini furono fucilati nel gulag di Sandarmoch, in Carelia.
Alcuni importanti rappresentanti di questa generazione sopravvissero e rimasero in Unione Sovietica (come Aleksandr Petrovič Dovženko, Pavlo Tyčyna, Maksym Ryls'kyj, Borys Antonenko-Davydovyč, Ostap Vyšnja e Mykola Bažan) o emigrarono (come Ulas Samchuk, George Shevelov e Ivan Bahrjanyj).

### Dimensione della repressione
Non sono noti dati esatti sul numero di intellettuali ucraini oggetto di intimidazione durante la repressione stalinista, che secondo alcuni si attesta sulle 30.000 persone. Tuttavia, è abbastanza semplice determinare il numero approssimativo di scrittori uccisi confrontando la disponibilità delle loro pubblicazioni all'inizio e alla fine degli anni '30. Secondo la stima dell'Associazione degli scrittori ucraini emigrati "Slovo" inviata il 20 dicembre 1954 al Secondo Congresso degli scrittori dell'Unione, nel 1930 furono stampate opere di 259 scrittori ucraini, mentre dopo il 1938 gli autori pubblicati furono solo 36. Ciò lascia ipotizzare che circa 192 dei 223 scrittori "mancanti" siano stati repressi (giustiziati o segregati nei gulag con possibile successiva esecuzione o morte), 16 scomparsi e 8 suicidati.
Questi dati concordano con il numero calcolato dagli scrittori ucraini dell'"Altare del dolore", che conta 246 scrittori vittime della repressione staliniana.
Secondo altre fonti, 228 scrittori ucraini furono repressi su un totale di 260.

## Origine dell'espressione "rinascimento fucilato"
L'espressione rinascimento fucilato fu coniata dall'editore polacco anticomunista Jerzy Giedroyc nel suggerire il titolo da dare ad un'antologia sulla letteratura ucraina del critico letterario Jurij Lavrinenko, compilata su commissione per l'editoriale Kultura diretto dallo stesso Giedroyc. L'opera intitolata Rozstriljane vidrodžennja: Antologija 1917-1933: Poezija-proza-drama-esej fu pubblicata nel 1959 e si impose come una delle più importanti fonti per la storia della letteratura ucraina durante quel periodo, presentando i principali esempi di poesia, prosa e saggistica dell'Ucraina degli anni '20 e '30.
Secondo la studiosa Jarina Cymbal, quello di "rinascimento fucilato" era un buon nome da dare all'antologia, ma non adatto a definire l'intera generazione di intellettuali, affermando che "rinascimento rosso" fosse l'espressione più esatta. Quest'ultima espressione apparve per la prima volta nel 1925 sia nel libro Rinascimento della letteratura ucraina di Aleksandr Leites che in una poesia di Volodymyr Gadzins'kyj. Lo stesso anno venne pubblicata la rivista Neo-Lif, nella cui prefazione scritta da Gadzins'kyj si afferma: "Il passato per noi è solo un mezzo per conoscere il presente e il futuro, un'esperienza utile e una pratica importante nella grande struttura del rinascimento rosso".
Lavrinenko, tuttavia, vedeva il rinascimento fucilato come qualcosa di più di un semplice titolo di un'antologia e lo introdusse come un termine che racchiudesse sia il martirio dei poeti e degli scrittori ucraini, sia la loro eredità e il loro impegno nel far risorgere la loro cultura. Il paradigma del rinascimento fucilato, in contrapposizione alla prospettiva comunista nazionale e al quadro storico di nazionalizzazione dei primi intellettuali sovietici dell'Ucraina, si era distinta come una delle componenti più importanti dello sforzo di opposizione nazionale al regime comunista, con la nuova élite intellettuale in prima linea nella lotta per l'indipendenza e l'unità del paese.

## Connotati del rinascimento fucilato
Gli esponenti del rinascimento fucilato sono stati suddivisi per correnti letterarie con stili o opinioni differenti. Il periodo tra il 1925 e il 1928 fu caratterizzato dalle discussioni letterarie avviate da Mykola Chvyl'ovyj, basate sulle modalità di sviluppo della nuova letteratura sovietica-ucraina e sul ruolo dello scrittore nella società. Chvyl'ovyj ed i suoi collaboratori, culturalmente più vicini all'Europa occidentale invece che alla Russia, rifiutarono la "grafomania rossa", sebbene non contestassero il comunismo come ideologia politica.
Le principali organizzazioni letterarie di quel periodo furono:
- Hart (in ucraino Гарт? che significa indurimento), attiva tra il 1923 e il 1925 con l'obiettivo di unire tutti gli artisti proletari per favorire lo sviluppo di una cultura in tal senso. Uno dei requisiti di questa organizzazione era l'uso della lingua ucraina. Essa cessò di esistere dopo la morte del suo leader Vasyl' Ellan-Blakytnyj.[18]
- VAPLITE (in ucraino ВАПЛІТЕ?), nata dalla precedente nel 1926 per iniziativa di Mykola Chvyl'ovyj. Il suo obiettivo era quello di fondare una nuova letteratura ucraina attraverso l'adozione delle migliori conquiste della cultura dell'Europa occidentale. VAPLITE accettava il comunismo come ideologia politica, ma rifiutava la necessità del fine ideologico della letteratura come requisito principale. Tra i membri di VAPLITE vi furono Oleksandr Dovženko, Mykola Kuliš, Les Kurbas, Majk Johansen, Pavlo Tyčyna, Oleksa Slisarenko, Mykola Bažan, Jurij Smolyč e Mychajlo Jalovyj.[19]
- MARS (in ucraino МАРС?), attiva tra il 1924 e il 1929 (principalmente sotto il nome di "Lanka") con il fine di descrivere onestamente e artisticamente la propria epoca. Tra i suoi membri vi erano Valerian Pidmohyl'nyj, Hryhorij Kosynka, Jevhen Plužnyk, Borys Antonenko-Davydovyč, Todos Osmačka, Ivan Bahrjanyj e Marija Halyč.
- Aspanfut (in ucraino Аспанфут?), poi Komunkul't (in ucraino Комункульт?), formata da futuristi ucraini, i cui valori erano il comunismo, l'internazionalismo, l'industrialismo, la razionalizzazione, le invenzioni e la qualità.[20] Tra i suoi membri c'erano Mychajlo Semenko, Heo Škurupij, Jurij Janovs'kyj e Mychajlo Jalovyj.
- Neoclassicisti (in ucraino Неокласики?), un movimento letterario di modernisti tra i cui seguaci c'erano Mykola Zerov, Maksym Ryl's'kyj, Pavlo Fylypovyč e Mychajlo Draj-Chmara. Privi di un'organizzazione o un programma ufficiale, si occupavano della produzione di arte alta e disdegnavano "l'arte di massa", la scrittura didattica e il lavoro propagandistico.[21]
- Pluh (in ucraino Плуг? che significa aratro), un'organizzazione di scrittori rurali che lottavano contro l'ideologia proprietaria tra i contadini in favore della rivoluzione proletaria. Tra i suoi membri c'erano Serhij Pylypenko, Petro Panč, Dokija Humenna e Andrij Holovko.[22]
- Zachidna Ukraina (in ucraino Західна Україна?), nata nell'aprile 1926 dalla scissione con Pluh come organizzazione letteraria indipendente costituita da 50 scrittori e artisti provenienti dall'Ucraina occidentale, in particolare da Kiev, Odessa, Dnipro e Poltava. I suoi leader furono Dmytro Zagul e successivamente Myroslav Irčan.

### Stile e temi
La prosa del rinascimento fucilato era divisa in due flussi: la prosa della trama, che costituiva la narrativa, e la prosa della non trama, dove l'elemento principale non era la frase o la parola, ma ciò che essa suscitava nel lettore. Lo stile dei sentimenti forti e della penetrazione delle emozioni è chiamato neoromanticismo o espressionismo. Mykola Chvyl'ovyj, Jurij Janovs'kyj, Andrij Holovko, Mychajlo Jalovyj, Oleksa Vlyko, Les Kurbas, Mykola Kuliš e molti altri si espressero in tal senso.
Il tema principale del romanzo Ja (Romantyka) ("Io sono (il romanzo)") di Chvyl'ovyj è "la delusione per la rivoluzione, le contraddizioni urlanti e l'insicurezza dell'uomo di quel tempo". Il protagonista è una persona senza nome e quindi senza personalità, senza anima. Per amore della rivoluzione uccide sua madre e da allora si rimprovera domandandosi se la rivoluzione valesse un tale sacrificio.
Per la prima volta nella letteratura ucraina, elementi della filosofia dell'esistenzialismo sono emersi nel romanzo Gorod di Valerian Pidmogyl'nyj. Il personaggio principale, nella ricerca del piacere, cerca di soddisfare dai più bassi bisogni fisici ai più alti bisogni religiosi. Tuttavia, anche in un argomento così complesso, lo scrittore non abbassa il romanzo ad una semplice narrazione della filosofia del "popolo", ma ne estende la sua applicazione ad un livello nazionale.
Per quanto riguarda la poesia, il lavoro più interessante è la ricerca effettuata dai simbolisti Oleksandr Oles' e Pavlo Tyčyna. Quest'ultimo, nella sua raccolta I clarinetti del sole, riflette sull'ampiezza di una mente colta e sottile che contempla la ricchezza della natura ucraina, arrivando ad analizzare le sue cause più profonde.

## Principali esponenti
- Hnat Chotkevyč (31 dicembre 1877 - 8 ottobre 1938), scrittore, etnografo, drammaturgo, compositore, musicologo e bandurista. Morì fucilato.
- Mykola Chvyl'ovyj (13 dicembre 1893-13 maggio 1933) scrittore di prosa e poeta. Morì suicida nell'edificio Slovo.
- Hryhorij Kosynka (29 novembre 1899-15 dicembre 1934), scrittore e traduttore.
- Mykola Kuliš (19 dicembre 1892-3 novembre 1937), scrittore di prosa e drammaturgo. Morì fucilato a Sandarmoch.
- Les Kurbas (25 febbraio 1887-3 novembre 1937), regista di cinema e teatro. Morì fucilato a Sandarmoch.
- Valerian Pidmohyl'nyj (2 febbraio 1901-3 novembre 1937), scrittore di prosa. Morì fucilato a Sandarmoch.
- Klym Poliščuk (25 novembre 1891-3 novembre 1937), giornalista, poeta e scrittore di prosa. Morì fucilato a Sandarmoch.
- Ljudmyla Mychajlivna Staryc'ka-Černjachivs'ka[25] (17 agosto 1868 – 1941), scrittrice, traduttrice e critica letteraria, torturata ed esiliata.
- Mychajlo Jalovyj (5 giugno 1895-3 novembre 1937), poeta, prosaista e drammaturgo. Morì fucilato a Sandarmoch.
- Majk Johansen (pseudonimi: Willy Wetzelius e M. Kramar) (16 ottobre 1895-27 ottobre 1937), poeta, scrittore di prosa, drammaturgo, traduttore, critico e linguista. Morì fucilato a Sandarmoch.
- Volodymyr Svidzins'kyj (9 ottobre 1885-18 ottobre 1941), poeta e traduttore.
- Ivan Bahrjanyj (2 ottobre 1906 - 25 agosto 1963), scrittore, saggista, romanziere e politico.
- Borys Antonenko-Davydovyč (5 agosto 1899 - 8 maggio 1984), scrittore, traduttore e linguista.
- Mychajlo L'vovyč Bojčuk (30 ottobre 1882 - 13 luglio 1937), pittore, più comunemente noto come monumentalista. Morì fucilato.
- Mychajlo Semenko (19 dicembre 1892-24 ottobre 1937), poeta, rappresentante di spicco della poesia futuristica ucraina degli anni '20, deportato ed ucciso nel gulag SLON.
- Mykola Zerov (26 aprile 1890 - 3 novembre 1937), poeta, traduttore, studioso e critico classico e letterario. Morì fucilato. Morì fucilato.
- Jevhen Pavlovyč Plužnyk (26 dicembre 1898-2 febbraio 1936), poeta, drammaturgo e traduttore.
- Hryhorij Epik (17 gennaio 1901-3 novembre 1937), scrittore e giornalista.
- Anton Prychodko (1891 - 29 gennaio 1938) — scrittore, statista.

## Memoria

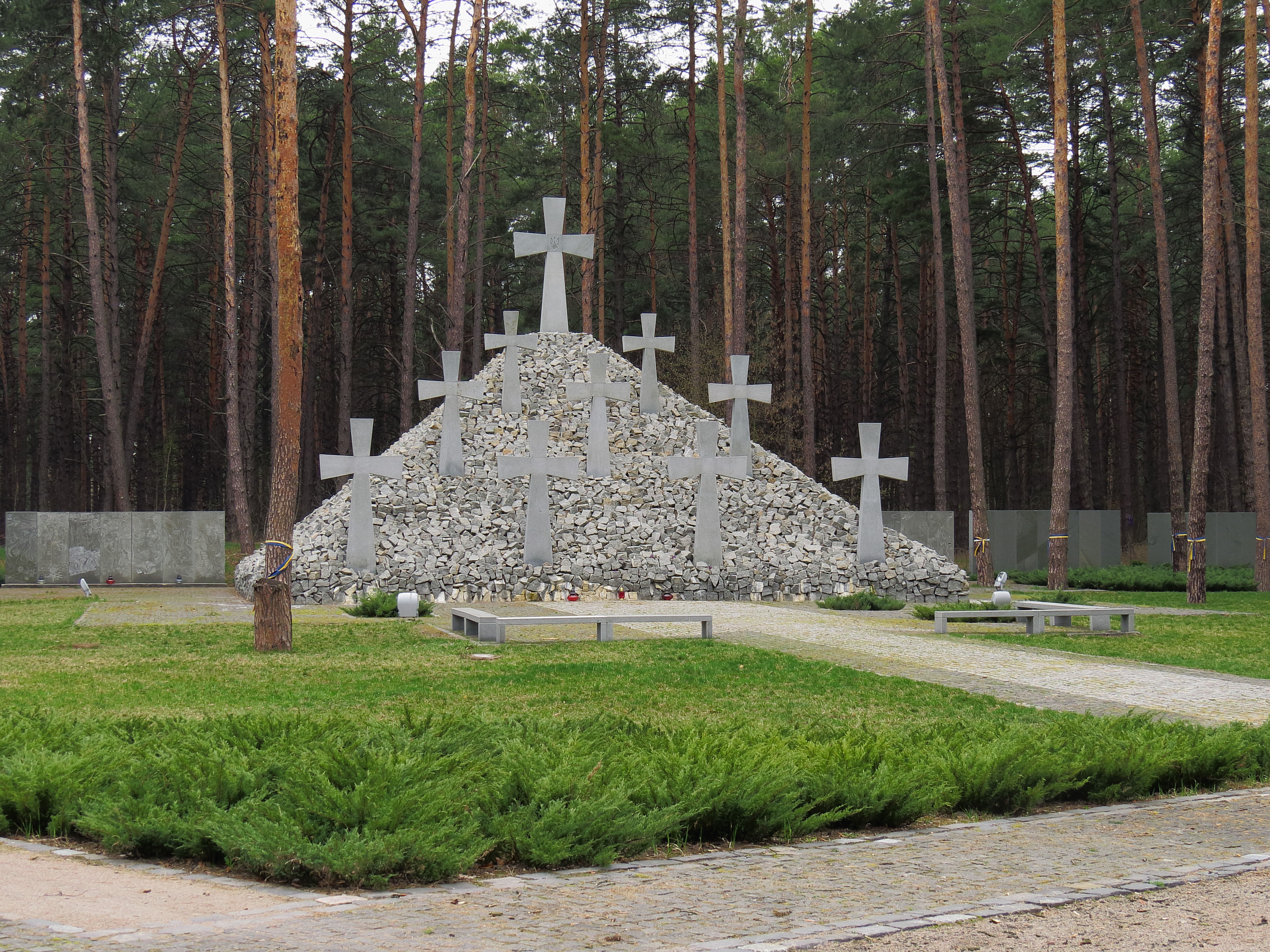
Bykivnia

Dopo che l'Ucraina ottenne l'indipendenza e gli archivi furono aperti vicino a Kiev e in altre regioni dell'Ucraina, furono trovate tombe di vittime della repressione e nel 1994 fu costruito il Memoriale delle tombe di Bykivnia (ucraino: «Биківнянські могили»).